# Latarnia morska Aksi
Latarnia morska Aksi (est. Aksi tuletorn) – latarnia morska zbudowana na wyspie Aksi. Na liście świateł nawigacyjnych Estonii – rejestrze Urzędu Transportu Morskiego (Veeteede Amet) w Tallinnie – ma numer 175.
Stalowa wieża latarni ma 15 m wysokości. Światło znajduje się 21,5 metra nad poziomem wody i ma zasięg 6 Mm. Została pomalowana na czarno, z białym metalowym balkonem na 2/3 jej wysokości. Świeci zielonym światłem o charakterystyce: 1 + 2 = 3 s.